# John C. Black

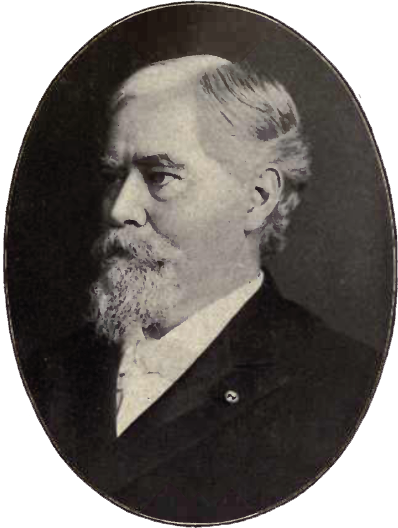
John C. Black (1902)

John Charles Black (* 27. Januar 1839 in Lexington, Mississippi; † 17. August 1915 in Chicago, Illinois) war ein US-amerikanischer Jurist und Politiker. Zwischen 1893 und 1895 vertrat er den Bundesstaat Illinois im US-Repräsentantenhaus.

## Werdegang
Im Jahr 1847 kam John Black nach Danville in Illinois, wo er die öffentlichen Schulen besuchte. Danach schrieb er sich am Wabash College in Crawfordsville ein. Sein dortiges Studium wurde durch seine Teilnahme am Bürgerkrieg unterbrochen. Während dieses Krieges diente er von 1861 bis 1865 im Heer der Union. Dabei stieg er vom einfachen Soldaten bis zum Brevet-Brigadegeneral auf. Für seine militärischen Leistungen wurde er später mit der Congressional Medal of Honor ausgezeichnet. Nach einem anschließenden Jurastudium und seiner 1867 erfolgten Zulassung als Rechtsanwalt begann er in Danville in diesem Beruf zu arbeiten. Gleichzeitig schlug er als Mitglied der Demokratischen Partei eine politische Laufbahn ein. Zwischen 1885 und 1889 war er Bundesrentenbeauftragter.
Bei den Kongresswahlen des Jahres 1892 wurde Black im damals neu eingerichteten 21. Wahlbezirk von Illinois in das US-Repräsentantenhaus in Washington, D.C. gewählt, wo er am 4. März 1893 sein neues Mandat antrat, das er bis zu seinem Rücktritt am 12. Januar 1895 ausübte. Zwischen 1895 und 1899 fungierte Black als Bundesstaatsanwalt für den nördlichen Distrikt von Illinois. Er war auch regionaler Leiter einiger Veteranenverbände. So leitete er unter anderem zwischen 1895 und 1897 die Veteranenorganisation Grand Army of the Republic in Illinois. In den Jahren 1903 und 1904 stand er dieser Organisation auf Bundesebene als Commander in Chief vor. Zwischen 1904 und 1913 war er Mitglied und Präsident der United States Civil Service Commission. Er starb am 17. August 1915 in Chicago.